# Гаури Ланкеш
Гаури Ланкеш (29 января 1962 — 5 сентября 2017) — индийская журналистка, известная своей критикой индуистского национализма. В октябре 2017 года после своего убийства посмертно награждена премией имени Анны Политковской за выступление против правого индуистского экстремизма, борьбу за права женщин и противодействие кастовой дискриминации.

## Биография
Родилась 29 января 1962 года в семье последователей лингаяты. Отец Гаури — учредитель еженедельника «Lankesh Patrike», издаваемого на языке каннада. Помимо Гаури, в семье было ещё два ребёнка, Кавита и Индраджит.
Карьера Гаури началась с работы в бангалорском отделении газеты «The Times of India». Затем журналистка со своим мужем переехала в Дели, но вскоре вернулась в Бангалор. После возвращения она в течение девяти лет работала корреспондентом журнала «Sunday». В 2000 году, когда умер отец Гаури, она работала в издававшейся на телугу газете «Eenadu». На тот момент стаж работы Гаури журналисткой составлял 16 лет.

### Lankesh Patrike
После смерти отца Гаури и её брат Индражит посетили издателя «Lankesh Patrike» Мани и попросили остановить издание газеты, но он убедил их не делать этого. После этого Гаури стала редактором «Lankesh Patrike».
Начиная с 2001 года взгляды Гаури и её брата на будущее газеты начали различаться. Их разногласия стали широко известны после того, как в феврале 2005 года в газете был опубликован материала о стычке между наксалитами и полицией. Гаури одобрила статью для публикации, но Индражит (на тот момент он являлся владельцем и издателем газеты) отозвал это разрешение, заявив, что статья искажена в пользу наксалитов. 14 февраля Инражит написал на Гаури заявление в полицию, обвинив её в краже компьютера, принтера и сканера. Гаури, в свою очередь, также написала заявление на Индражита, обвинив его в том, что он угрожал ей револьвером. 15 февраля Индражит на пресс-конференции заявил, что Гаури пропагандирует в газете взгляды наксалистов. Гаури также провела пресс-конференцию, она отвергла обвинения со стороны брата и заявила, что он является противником её гражданской позиции. После этого Гаури создала свою газету на языке каннада «Gauri Lankesh Patrike».

### Политические взгляды и идеология
Гаури была известна своей непримиримой критикой крайне правой индуистской националистической политики, известной как хиндутва. В 2003 году она критиковала попытки организации «Сангх Паривар» индуинизировать суфийское святилище. В 2012 году, участвуя в протестах в Мангалоре, Гаури заявила, что индуизм — не религия, а «система иерархии в обществе», в которой «женщины считаются людьми второго сорта».
Также Гаури выступала за свободу прессы. Писала материалы о злоупотреблениях со стороны председателя индийского национального конгресса Д. К. Шивакумара, тесно связанного с ранее занимавшим должность главного министра штата Карнатака Соманахалли Маллайей Кришной. Критиковала индийскую народную партию (ИНП) и разорвала длившуюся около 35 лет дружбу с Пракашом Белавади после того, как он стал активно выступать в СМИ с поддержкой ИНП перед парламентскими выборами 2014 года. В ноябре 2014 года Гаури была назначена членом комитета, целью которого было убедить наксалитов прекратить вооружённую борьбу и сдаться. Назначение Гаури вызвало критику со стороны ИНП, представители которой обвинили Гаури в симпатиях к наксалитам и потребовали вывести её из состава комитета, но это требование было отвергнуто.
Также Гаури открыто критиковала кастовую систему.

## Обвинения в клевете
23 января 2008 года Гаури опубликовала в своей газете статью «Darodegilada BJP galu», в ней критиковались лидеры ИНП Пралхад Джоши, Умеш Души, Шивананд Бхат и Венкатеш Местри. В статье утверждалось, что трое членов ИНП во время сделки с ювелиром обманули его на сумму 100 тысяч рупий. Затем ювелир обратился к Джоши, потребовав вмешаться, угрожая в случае отказа обратиться в полицию. Позднее Гаури заявила, что информация в статье «была получена от источников внутри ИНП».
После опубликования статьи Джоши и Души независимо друг от друга подали иски против Гаури, обвинив её в клевете. В иске Души, помимо Гаури, в клевете обвинялся также Девананд Джагапур, именем которого была подписана статья.
Гаури заявила, что настоящей причиной подачи иска являются её левые политические взгляды, доказательством этого она считает тот факт, что представители ИНП не подавали исков на другие издания, опубликовавшие материалы об этом случае. Гаури подала в Высокий суд с требованием закрыть дело. В 2016 году Высокий суд отклонил иск Гаури и постановил, что дело должно рассматриваться в суде низшей инстанции. Также в решении Высокого суда было указано, что решение по делу должно быть вынесен в течение шести месяцев.
Осенью 2016 года суд судейского магистрата первого класса выдал ордер на арест Гаури после того, как она не явилась в суд и не ответила на более ранние вызовы. Гаури была арестована полицией и доставлена в суд. Позднее она была выпущена под залог в 25 тысяч рупий.
27 ноября 2016 году суд заявил, что Гаури не смогла предоставить доказательств сведений, опубликованных в статье, и признал её виновной в клевете. Она была приговорена к штрафу в 5 тысяч рупий по каждому из двух исков. Помимо штрафа, журналистка также была приговорена к тюремному заключению на срок в шесть месяцев. Обвинявшийся вместе с Гаури по одному из исков Девананд Джагапур был оправдан. Впрочем, суд заявил, что вместо отбывания тюремного срока Гаури может выплатить денежную сумму.
После суда Гаури заявила, что представители ИНП сумели договориться с ювелиром, также она отказалась раскрыть источники, на основании которых была написана статья. Своё поражение в суде Гаури назвала временной неудачей и заявила, что оспорит решение в суде более высокой инстанции.

## Личная жизнь
Гаури была замужем в течение пяти лет, после развода она больше не вступала в брак. Хотя Гаури жила одна и не имела детей, она считала своими «приёмными детьми» активистов Джигнеша Мевани, Канхаийю Кумара, Умара Халида и Шехлу Рашид Сору, и при каждой возможности звала из в гости.

## Убийство
5 сентября 2017 года Гаури была убита возле своего дома. Около восьми часов вечера трое преступников выпустили по журналистке по меньшей мере семь пуль в то время, когда она открывала дверь своего дома после возвращения с работы. Один убийца ждал её возле дома и открыл огонь первым, двое других, по-видимому, следовавших за Гаури с момента, когда она ушла с работы, начали стрелять после него. На преступниках были надеты шлемы, с места убийства они уехали на двух скутерах марки «Honda Dio». В результате попадания трёх пуль в голову, шею и грудь Гаури скончалась на месте.